# 캐나디안 타이어
캐나디안 타이어(Canadian Tire TSX: CTC)는 1922년 9월 15일 캐나다 온타리오주 토론토에서 제이 윌리엄 빌레스와 알프레도 제이 빌레스가 세운 기업이다. 유통업과 금융업, 석유제품 유통도 하고 있다. 캐나다 최대의 주유소 네트워크를 운영하고 있으며 가정용품, 공구, 자동차 용품, 스포츠 용품, 캠핑 장비, 정원 관리 제품 등을 판매하고 있다.

## 역사
윌리엄 빌레스(J. William Billes)와 알프레드 빌레스(Alfred J. Billes)가 1925년 9월 15일 캐나다 온타리오 주 토론토 영 스트리트와 이사벨라 길 코너에 해밀턴 타이어(Hamilton Tire)와 개러지 사(Garage Ltd)를 인수한 후 1800 달러를 모아 첫 번째 캐나디안 타이어 매장을 열었다. 1937년에 첫 우편 주문 사업을 시작하였다. 이는 나중에 캐나다에서 가장 유명한 우편 주문 사업 모델이 된다. 현재까지 465개의 매장을 열었으며 토론토 주식 시장에 상장되어 있다. 캐나디안 타이어는 두 차례에 걸쳐 미국 시장으로 진출하려고 했었다. 1980년대 화이트 오토 스토어(White Auto Store)라는 채인으로 텍사스주 지역에 2억 달러를 투자했으나 사업을 접었다. 두 번째 시도는 1991년 오토 소스(Auto Source)란 채인으로 미국 중서부 지역의 120개 정도의 아웃렛 형태 매장을 여는 계획으로 진출을 시작했다. 이 역시 다른 기업에 8억 6백만 달러에 팔렸다.